# On n'évite ni le péché ni le malheur
On n'évite ni le péché ni le malheur (Грех да беда на кого не живёт) est un drame en quatre actes du dramaturge russe Alexandre Ostrovski écrit en 1862. 
Dans le contenu du drame, le proverbe qui a donné son titre à l'œuvre n'est pas prononcé, mais l'un des personnages résume dans la dernière phrase de la pièce ce qui s'est passé dans des aphorismes qui lui sont proches en sémantique : « Kouritsyne: Je n'ai pas attendu, je n'ai pas deviné, mais je suis tombé dans le malheur! Le malheur n'habite pas dans la forêt, mais à l'intérieur des gens. »

## Histoire
L'auteur commence à écrire cette pièce le 25 octobre 1862 à son retour de voyage d'Europe dans sa maison de la rue Nikolo-Vorobine. L'un de ses amis, Goriatchev, jeune marchand et amoureux du théâtre, que le dramaturge admire pour son énergie, sa force morale et sa puissance physique, lui fait le récit de sa vie et cela sert de fondement au sujet de son drame.
Le 22 décembre, la pièce est approuvée pour la mise en scène par le Comité du théâtre et de la littérature, le 31 décembre, par la censure. Elle est publiée dans la revue Le Temps dans le n° 1 de 1863. L'intention d'Ostrovski était d'abord de la publier dans Le Contemporain, revue à laquelle il veut rester fidèle; mais parce que Tchernychevski a été emprisonné à son retour d'Europe, la revue de Nekrassov a dû fermer pendant huit mois, ce qui explique que la pièce a été publiée par Le Temps. En août 1863, Ostrovski reçoit le prix Ouvarov pour la pièce
« C'est la vraie nature [russe] et non l'action par un coup de tête. Cet homme ne veut pas les choses à moitié », écrit Dostoïevski (qui a assisté à la première à Saint-Pétersbourg) à propos du héros de la pièce Lev Krasnov. D'après le biographe Vladmir Lakchine, le personnage de Rogojine dans L'Idiot de Dostoïevski montre quelques ressemblances avec Krasnov.

## Personnages
- Valentin Pavlovitch Babaïev, jeune homme propriétaire terrien.
- Karp, domestique de Babaïev.
- Chichlaguev, employé de bureau.
- Zaïtchikha (Prokofievna), propriétaire de l'appartement que loue Babaïev.
- Loukeria Danilovna Jmigoulina, vieille fille d'âge mûr, fille d'un rond-de-cuir à la retraite.
- Tatiana Danilovna Krasnova, sa sœur mariée à Krasnov.
- Arkhip, vieil homme aveugle, grand-père de Krasnov.
- Afonia, garçon maladif de dix-huit ans, frère de Krasnov.
- Lev Rodionytch Krasnov, commerçant, la trentaine.
- Manouïlo Kalinytch Kouritsyne, marchand de farine d'environ quarante-cinq ans.
- Ouliana Rodionovna Kouritsyna, sa femme, sœur de Krasnov.

## Argument
La pièce se déroule dans une petite ville de province. Tatiana, fille d’un petit fonctionnaire, a épousé le marchand Krasnov, de caractère simple avec une pointe d'orgueil. Il est passionnément attaché à sa femme. Lorsqu'il apprend qu'elle l'a trompé avec Babaïev, il la tue de désespoir.
Afonia s'exclame à la fin de la pièce: « Qu'est-ce que tu as fait? Qui t'a donné cette liberté? Est-elle la seule à être blâmée par toi? Elle est principalement à blâmer devant Dieu, et toi, fier et téméraire, tu as voulu la juger toi-même. Tu n'as pas voulu attendre le jugement miséricordieux de Dieu, alors va te soumettre maintenant au jugement humain! Ligotez-le! »

## Représentations notables
- Première le 21 janvier 1863 au Théâtre Maly de Moscou au bénéfice du metteur en scène Alexandre Bogdanov, avec Prov Sadovski dans le rôle de Krasnov.
- 23 janvier 1863 au Théâtre Alexandra de Saint-Pétersbourg, avec Pavel Vassiliev dans le rôle de Krasnov. La critique est impressionnée et compare Ostrovski à Shakespeare[4].
- 27 octobre 2015 au Théâtre académique d'art Gorki de Moscou, mise en scène de Vladimir Beilis.